# 陈红武
陈红武，中华人民共和国政治人物、全国脱贫攻坚先进个人。

## 生平
陈红武任泸西县农业农村和科学技术局党组书记、局长。因在脱贫攻坚战中作出突出贡献，2021年2月25日全国脱贫攻坚总结表彰大会上，陈红武被授予“全国脱贫攻坚先进个人”。